# مایکل کول (بازیکن فوتبال، زاده۱۹۳۷)
مایکل کول (انگلیسی: Michael Cole؛ زادهٔ ۹ ژوئن ۱۹۳۷) بازیکن فوتبال اهل بریتانیا است.
از باشگاه‌هایی که در آن بازی کرده‌است می‌توان به باشگاه فوتبال نوریچ سیتی اشاره کرد.